# Klein Barkau
Klein Barkau település Németországban, Schleswig-Holstein tartományban. Lakosainak száma 274 fő (2023. december 31.).

## Népesség
A település népességének változása:
| Lakosok száma | 262  | 269  | 277  | 271  | 276  | 274  |
|               | 1975 | 2017 | 2019 | 2021 | 2022 | 2023 |